# Akşehir
Akşehir és una ciutat de Turquia a Anatòlia Central, cap d'un districte de la província de Konya. El 2000 tenia 60.226 habitants i el seu districte 114.918 habitants. Està situada a una plana al nord de las serralada de Sultan Dagh. El seu nom vol dir "Localitat Blanca" (şehir ve del persa shahr, "poble"). Fou la clàssica Filomèlium o Filomèlion. Sota els romans d'Orient fou plaça fronterera amb els seljúcides de Rum. Al segle xiv va passar al Beylik de Karaman-oğlu i fou una ciutat important que va passar als otomans sota Baiazet I al final del segle xiv, però fou perduda el 1402, només per recuperar-la uns anys més tard.
Baiazet I hi fundà la seva mesquita; la madrassa de Tash inclou una inscripció del seljúcida Kaykaus I (1216) però és d'època posterior. La tomba del sayyid Mahmud Khayrani té una piràmide octogonal de 1224 però restaurada al segle xv). L'Ulu Djami és del segle xv i el Iplikči Djami del 1337. La tomba moderna de Nasr al-Din Khodja porta la data 386/996